# 아름다운 날들 (1982년 영화)
《아름다운 날들》(영어: My Favorite Year)은 미국에서 제작된 리처드 벤저민 감독의 1982년 코미디 영화이다. 피터 오툴 등이 출연하였고, 마이클 그러스코프 등이 제작에 참여하였다.
피터 오툴은 이 영화를 통해 1983년 제55회 아카데미상 남우 주연상 후보에 올랐다.

## 출연진
- 피터 오툴
- 마크 린베이커
- 제시카 하퍼
- 조지프 벌로니아
- 빌 메이시
- 레이니 커잰
- 앤 더샐보
- 배질 호프먼
- 루 저코비
- 캐머런 미첼
- 조지 와이너
- 케이디 매클레인
- 아치 한
- 라나 클라크슨
- 글로리아 스튜어트

## 기타 제작진
- 배역: 엘런 체노웨스
- 미술: 찰스 로즌